# Hallenbad – Kultur am Schachtweg

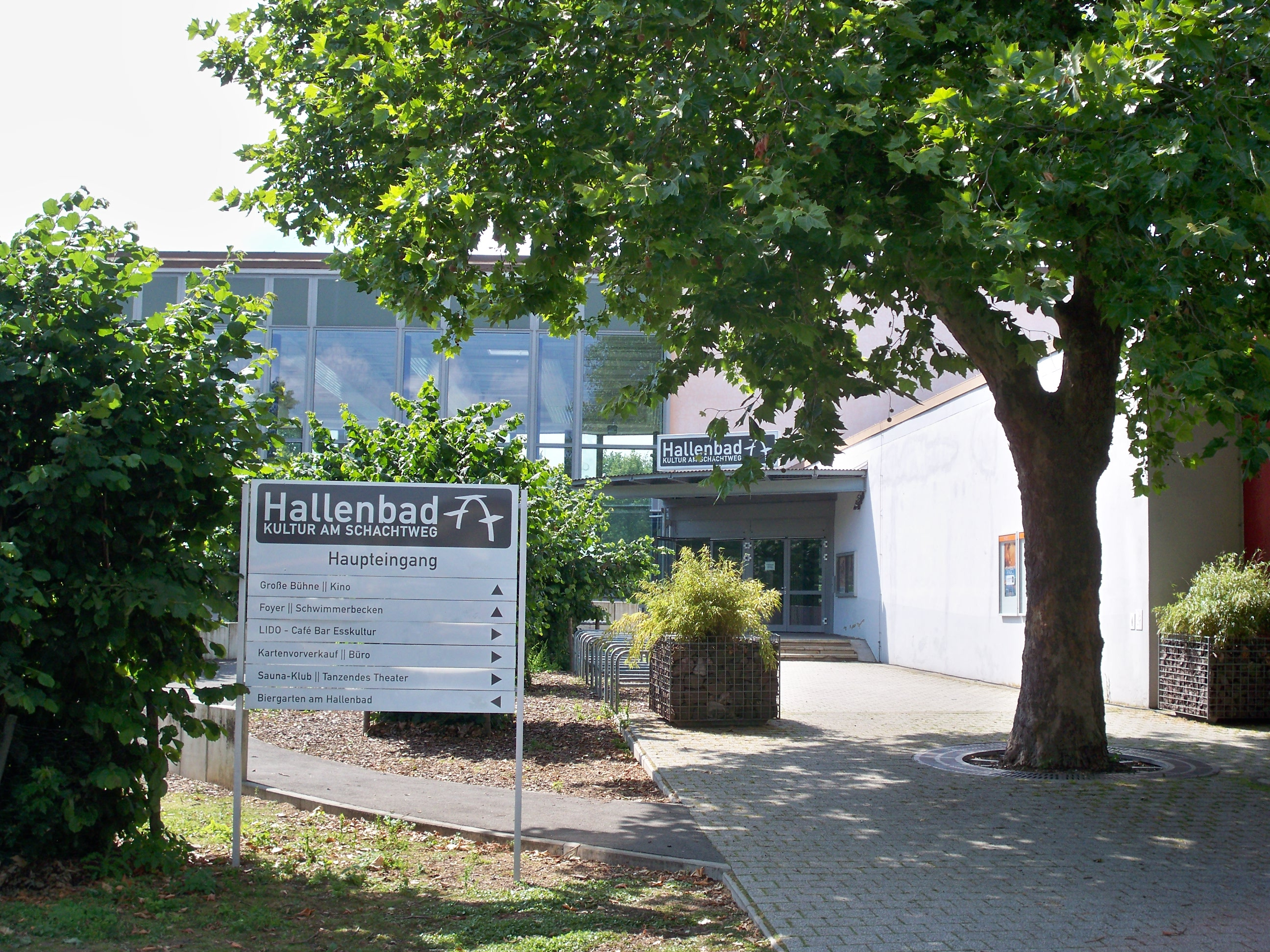
Haupteingang

Das Hallenbad – Kultur am Schachtweg, meist kurz Hallenbad, ist ein Kulturzentrum der Stadt Wolfsburg in Niedersachsen. Es wurde 1963 als tatsächliches Hallenbad errichtet.

## Geschichte
Die schnell wachsende Stadt Wolfsburg benötigte Anfang der 1960er Jahre ein Hallenbad, das am Schachtweg im Westen der Stadtmitte entstand und im Herbst 1963 eröffnet wurde. Betreiber waren die Stadtwerke Wolfsburg. Es verfügte über ein 25 Meter langes Schwimmbecken mit Sprungbrettern in 1 Meter, 3 Meter und 5 Meter Höhe, sowie über ein kleineres Nichtschwimmerbecken, eine Sauna und eine Milchbar. Auf seinem Grundstück standen Rasenflächen für Sonnenfreunde zur Verfügung.
Als das selbstverwaltete Jugendzentrum (SJZ) Mitte in der Porschestraße dem Bau des Südkopfcenters weichen musste, wurde 1986 im Hallenbad ein neues städtisches Zentrum für Kinder und Jugendliche, das Kaschpa mit dem Café ZAKK, eingerichtet. Dafür wurde der großzügige Eingangsbereich an der Nordwestecke des Gebäudes umgebaut und der Eingang des Hallenbades auf die Nordseite verlegt.
2002 wurde das Hallenbad geschlossen, um die Finanzierung des BadeLandes zu sichern. Es wurde ab 2006 nach Entwürfen des Wolfsburger Architekturbüros Neumann-Berking & Bendorf zum heutigen Kulturzentrum umgebaut. Dabei wurde der Haupteingang auf die Seite des Stadtzentrums verlegt. Am 20. April 2007 wurde das Hallenbad als Kulturzentrum eröffnet.

## Das Gebäude

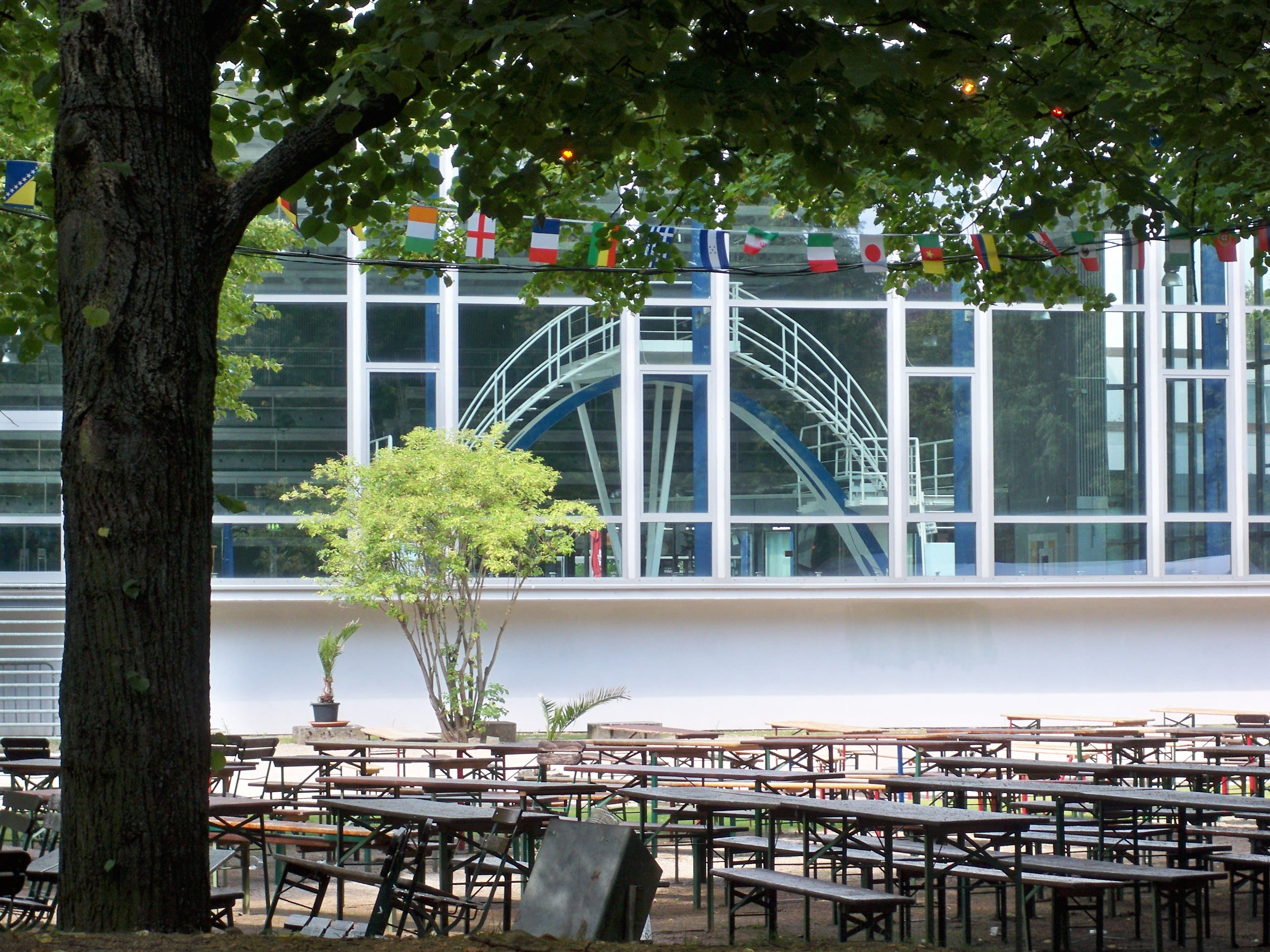
Biergarten mit Blick auf den früheren Sprungturm

Das Hallenbad besteht aus mehreren Gebäudeteilen und besitzt unter anderem ein Atrium. Das „Schwimmerbecken“ ist der größte Veranstaltungsraum des Hallenbades. Mit seiner großen Glasfront zeigt es nach Westen. Das „Schwimmerbecken“ ist mit den Kacheln des originalen Schwimmbeckens ausgestattet und wird durch die parabelförmig angelegten Sprunganlagen des ehemaligen Sprungbeckens geprägt, die auch auf dem Logo des Hallenbades abgebildet sind. Es wird vor allem für Kunstausstellungen genutzt, etwa für Lichtkunst. Die Veranstaltungsreihe Jazz im Pool findet ebenfalls im „Schwimmerbecken“ statt.
Die „Große Bühne“ im einstigen Nichtschwimmerbecken hat bis zu 1000 Zuschauerplätze; bei Kabarettveranstaltungen gibt es 300 Sitzplätze. Die „Kleine Bühne“ fasst 300 Personen. Sonntags bis donnerstags wird der Raum mit 70 Sitzmöglichkeiten als Programmkino genutzt. Der 100 Quadratmeter große „Sauna-Klub“ im Keller dient als Diskothek oder für Konzerte und fasst 100 Personen. Der „freiraum“ dient seit 2010 als Jugendtreff und verfügt über ein eigenes Außengelände. 
Zum Hallenbad gehört eine Gastronomie, die unter anderem das Atrium nutzt. Im Außenbereich befindet sich unter alten Linden der „Biergarten“, in dem es auch Auftritte und Filmvorführungen gibt. In der Fassade der „Großen Bühne“ werden im „Kunstschaufenster“ unter der Leitung der Hochschule für Bildende Künste Braunschweig Werke regionaler Künstler ausgestellt.

## Betrieb

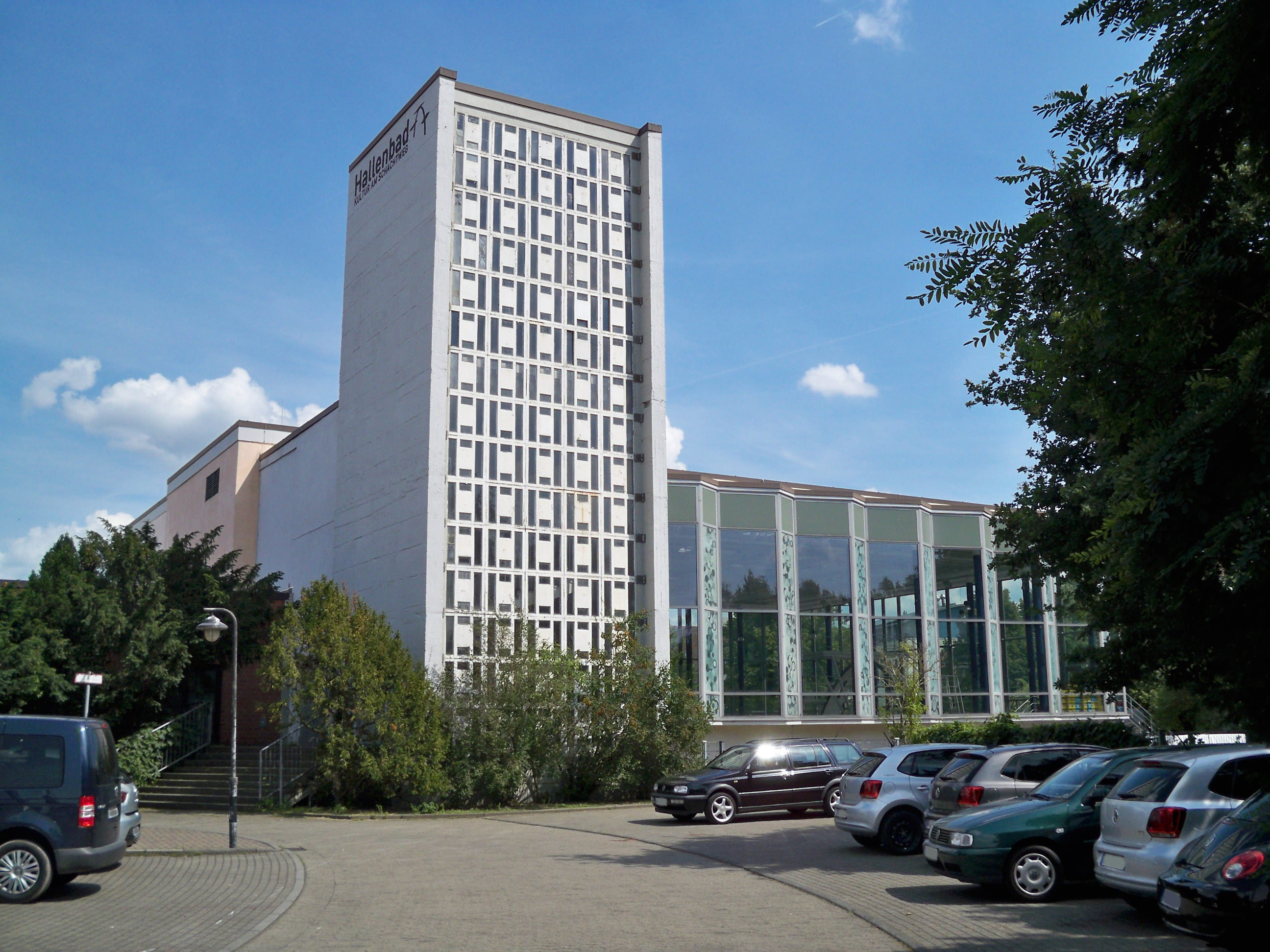
Blick von Westen

Das Hallenbad wird von der Hallenbad – Zentrum junge Kultur GmbH betrieben, einer hundertprozentigen Tochtergesellschaft der Stadt Wolfsburg. Im Hallenbad finden zahlreiche Veranstaltungen statt, etwa Konzerte, Auftritte von Comedians, Wahlkampfreden und Filmvorführungen. Im Herbst treten zu den „Lesetagen“ namhafte Autoren und Vorlesenden auf. Zahlreiche Kurse und Workshops werden angeboten, zum Beispiel Tanzkurse des „Tanzenden Theaters“ und HipHop- und Schwarzlichttheaterkurse. Das Hallenbad verfügt über Probenräume, ein Tonstudio, ein CD-Presswerk sowie mit der „Filmburg“ über ein Filmstudio.
Das Hallenbad zählt zu den auswärtigen Spielstätten des Scharoun-Theaters Wolfsburg. Auch im Rahmen des Movimentos-Festivals finden Aufführungen im Hallenbad statt. 2015 übernahm die Hallenbad – Zentrum junge Kultur GmbH das Wolfsburger „Galerie-Theater“. 
Die Hallenbad – Zentrum junge Kultur GmbH gab ab April 2007 die lokal erhältliche Gratiszeitschrift Freischwimmer heraus. Die Auflage betrug 9000 Stück. Mit der 45. Ausgabe Februar/März 2016 wurde das Magazin aus Kostengründen eingestellt.
Der Verein „Kulturkreis des Hallenbades“ fördert das Hallenbad.